# Akonadi
Akonadi – usługa przechowywania oraz zarządzania informacjami osobistymi (PIM), danymi i metadanymi. Jest to jeden z „filarów” (core technologies) projektu KDE4, jednak jest ona przeznaczona do stosowania z każdym środowiskiem graficznym.
Akonadi ma docelowo służyć jako rozszerzalna aplikacja do przechowywania danych dla wszystkich aplikacji PIM. Oprócz przechowywania danych, Akonadi ma kilka innych funkcji, m.in. wyszukiwanie bibliotek (cache) w celu ułatwienia dostępu oraz zgłaszanie zmiany danych.
Akonadi komunikuje się z serwerami do pobierania i wysyłania danych przez specjalistyczne API. Dane mogą być pobierane z Akonadi przez model zaprojektowany do zbierania szczegółowych danych (poczta, kalendarz, kontakty, itd.). Zadaniem aplikacji jest monitorowanie, redagowanie i wyświetlanie danych użytkownika i danych wejściowych oraz wspieranie metadanych tworzonych przez aplikacje.